# Retrato de Felipe II (Tiziano)
Este retrato de cuerpo entero de Felipe II fue pintado por Tiziano en 1551, con ocasión del segundo encuentro entre el entonces príncipe (futuro monarca de España) y el pintor, en Augsburgo. La armadura damasquinada con la que se representa a Felipe se encuentra en la actualidad en la Real Armería de Madrid.

## Descripción
Abundan en el cuadro símbolos de la majestad real, como la columna, la mesa cubierta por un manto de terciopelo y, sobre todo, la soberbia armadura de parada. Al igual que hiciera un par de años atrás con el retrato de su padre, Carlos V a caballo en Mühlberg (1548), Tiziano consigue estilizar la figura del príncipe. 
En mayo de 1551, Felipe mandó una réplica o segundo ejemplar del retrato a su tía María de Hungría, que actualmente no se conserva. Según consta en una carta del propio Felipe, el retrato no le acabó de convencer al príncipe: le agradaba la imagen de majestad proyectada, pero no le convencía el acabado final del rostro, considerando que se había pintado muy deprisa. Esto evidencia que Felipe no estaba familiarizado aún con el modo de pintar a la veneciana practicado por Tiziano. Con todo, hoy se considera que el original del Prado tiene altísima calidad y un notable grado de resolución en la armadura, y las objeciones del príncipe aludirían más bien a la réplica pintada para su tía, seguramente de pincelada más apresurada que el original actualmente conocido.  
Desde 1600, el retrato figura en los inventarios realizados en el alcázar de Madrid, donde fue copiado por Rubens en 1628, hasta su traslado al Museo del Prado en 1827.
Una copia antigua de este retrato se conserva en Asturias, en el palacio de La Quinta (Cudillero); hay fuentes que la atribuyen a Rubens, pues se sabe que el pintor flamenco copió múltiples pinturas de Tiziano de las colecciones reales españolas.